# María Luz Bajo Prieto
María Luz Bajo Prieto (Mazuecos de Valdeginate, 5 de maig de 1964) és una política espanyola, diputada pel Partit Popular al Congrés durant la X, XI i XII legislatures.

## Biografia
Llicenciada en Ciències de la Informació per la Universitat Complutense de Madrid. Entre 1986 i 1990 va treballar per a Ràdio Nacional i Antena 3 Radio a Valladolid; en aquest any es va incorporar al gabinet de premsa del Partit Popular, fins a 1996. Posteriorment va ser directora de Comunicació en els Ministeris d'Administracions Públiques, Educació, Cultura i Esports, Vicepresidència Primera i Ministeri de la Presidència i Ministeri de l'Interior i Vicepresidència Primera, Ministeri de la Presidència i Portaveu. Entre 2003 i 2006 va ocupar el càrrec de directora de Comunicació del Partit Popular. De 2007 a 2011 va ser diputada en l'Assemblea de Madrid i des de 2011 és diputada al Congrés, sent reelegida en 2015 i 2016.